# Marcellino Lucchi
Marcellino Lucchi (Cesena, 13 maart 1957) is een Italiaans motorcoureur.
Lucchi reed tussen 1982 en 2004 in de 250cc-klasse van het wereldkampioenschap wegrace. Tijdens zijn gehele carrière was hij nooit een vaste coureur, maar altijd een invaller of een wildcard-rijder. In 1982 debuteerde hij op een Yamaha, waarmee hij in zijn thuisrace meteen als zevende eindigde. Dat jaar nam hij ook deel aan het Europees kampioenschap wegrace en werd hier vierde. In 1983 kwam hij uit op een SWM, in 1984 op een Rotax, in 1985 op een Malanca, in 1986 op een Aprilia en in 1987 en 1988 op een Honda. In 1989 keerde hij terug naar een Aprilia, waarvoor hij tot het eind van zijn loopbaan als testrijder, en bijna elk seizoen als vervanger of wildcard-rijder in een of meerdere races, actief zou blijven. Dat jaar keerde hij ook terug naar het Europees kampioenschap wegrace, waarin hij achter Andrea Borgonovo als tweede eindigde.
Tussen 1992 en 1997 werd Lucchi zes seizoenen op een rij kampioen in de 250cc-klasse van het Italiaans kampioenschap wegrace. In 1995 behaalde hij tijdens de Grand Prix van Italië met een derde plaats zijn eerste podiumplaats in het wereldkampioenschap als vervanger van zijn geblesseerde landgenoot Roberto Locatelli. In 1996 eindigde hij als wildcard-rijder een stap hoger op het podium met een tweede plaats en behaalde hetzelfde resultaat in 1997. In 1998 behaalde hij zijn enige overwinning in zijn thuisrace met een wildcard. Later dat seizoen reed hij ook drie races als vervanger van Jürgen Fuchs en werd derde in Tsjechië. In 1999 mocht hij op 42-jarige leeftijd voor het eerst een compleet seizoen deelnemen in het wereldkampioenschap, maar zijn resultaten vielen tegen, ondanks een pole position in zijn thuisrace. Na de Grand Prix van Duitsland kon hij door geldgebrek het seizoen niet afmaken. In 2000 en 2001 reed hij nog enkele races als vervanger, om in 2004 tijdens de Grand Prix van Maleisië als vervanger van Manuel Poggiali zijn laatste Grand Prix te rijden.